# POP TV
POP TV je slovenska komercialna televizijska postaja podjetja Pro Plus. Pokriva celotno Slovenijo.
POP TV je najbolj gledan TV-program v Sloveniji. Viden je preko kabelskih omrežij, interneta, MMDS sistemov in IPTV.

## Zgodovina
POP TV je začel oddajati 15. decembra 1995. Od prvega dne je stalnica programa oddaja 24UR.

### Zabavne oddaje
- Brez zavor (Jonas Žnidaršič)
- POP Party (Anja Rupel)
- 1,2,3, Kdo dobi? (Saša Einsiedler in Robert Erjavec)
- Super POP (Stojan Auer)
- Kviz Lepo je biti milijonar (Jonas Žnidaršič, kasneje Boštjan Romih) (2000-2003 in 2004-2006)
- Vzemi ali pusti z Zmagom Batino (Bojan Emeršič) (2005-2008)
- A's ti tut not padu?! (Lado Bizovičar in Jurij Zrnec)
- Minuta do zmage (Bojan Emeršič) (2010)
- Vid in Pero šov (Vid Valič in Peter Poles) (2013)
- Je Bella cesta (Klemen Slakonja) (2013)

### Resničnostni šovi
- Sanjski moški (september 2004, september 2021, jesen 2022)
- Sanjska ženska 1 in 2 (prvič marca 2005)
- BAR 1 in 2 (prvič septembra 2005)
- Kmetija (2007-danes, 10. sezon)
- Slovenija ima talent (prvič marca 2010 - 1. in 2. sezona, 3. sezona - 2013; najbolj gledana oddaja zadnjega desetletja na slovenskih televizijah (Vir: AGB Nielsen Media Research, junij 2010))
- Big Brother slavnih (oktober 2010)
- X-Faktor (pevski šov, prvič marca 2012)
- Gostilna išče šefa (kuharski šov, prvič oktobra 2012, druga sezona: september 2013)
- Slovenija ima talent (1. sezona: 2010, trenutno (2024): 10. sezona)
- Super par (pomlad 2023)

### Humoristične nanizanke
- TV Dober dan (prvič oktobra 1999)
- Pod eno streho (prvič septembra 2002)
- Trafika (prvič februarja 2003)
- Naša mala klinika (prvič septembra 2004)
- Lepo je biti sosed (prvič septembra 2008)
- Trdoglavci (prvič septembra 2011)
- Čista desetka (prvič oktobra 2012)
- Takle mamo (prvič septembra 2016)
- Precednik (prvič spomladi 2018)
- Sekirca v med
- Ja, Chef!
- Skrito v raju (prvič spomladi 2024)

### Izbori
POP TV je prenašal izbor Miss Slovenije in sveta leta 1996, od leta 1997 do 2010 tudi podelitve Viktorjev.

### Šport
Od 1996 do 2008 je bila na sporedu oddaja Športna scena in prenosi dirk Formule 1 (1995-2010) ter Moto GP (od marca 2007).

### Telenovele in serije
POP TV redno predvaja telenovele in televizijske serije tako lastne produkcije kot tudi tuje.

### Otroški program
Od septembra 2002 do 2010 je POP TV vsako soboto in nedeljo predvajal otroški program Ringa-Raja.
2010 je Ringa raja nadomestil Moj moj, aprila 2013 se jutranji otroški program preimenoval v OTO čira čara, ki je na sporedu vsako jutro.

## Dosežki

### Viktorji
POP TV je za svoje dosežke prejel 39 Viktorjev. Na Viktorjih 2012 je Vid Valič prejel Viktorja za najbolj popularno TV-osebnost, strokovnega Viktorja za zabavno TV-oddajo X-Faktor, Peter Poles pa strokovnega Viktorja za voditelja zabavne TV-oddaje.  
Leta 2011 je oddaja 24UR prejela Viktorja za najbolj popularno televizijsko oddajo v državi. 
Na Viktorjih 2010 je POP TV prejel 3 Viktorje (Viktor popularnosti za televizijsko oddajo Slovenija ima talent, strokovni Viktor za zabavno TV-oddajo Slovenija ima talent ter strokovni Viktor za voditelja informativne TV-oddaje - Darja Zgonc).
Na Viktorjih 2009 je POP TV prejel 2 Viktorja (strokovni Viktor za zabavno oddajo »A's ti tud not padu?!« in strokovni Viktor za voditelja te oddaje - Jurij Zrnec). Na Viktorjih 2008 je POP TV prejel 5 Viktorjev; 24UR (strokovni Viktor za informativno TV-oddajo), A's ti tud not padu?! (strokovni Viktor in Viktor popularnosti za zabavno oddajo), Jurij Zrnec (strokovni Viktor za voditelja zabavne TV oddaje in Viktor popularnosti za TV-osebnost).

### Mednarodni festival PROMAX
Na mednarodnem festivalu PROMAX, ki je v svetu priznan kot najprestižnejša nagrada za promotorje in oglaševalce, ki delujejo v elektronskih medijih, je POP TV za svoja promocijska dela doslej prejel 5 odličij.
Prestižna odličja na mednarodnem festivalu je POP TV prejel že leta 2002: zlato odličje v kategoriji »najboljši promo za dramo« za promocijski spot serije Privid zločina, leta 2001 srebrno odličje v kategoriji "najboljši promo za kviz" za promocijski spot kviza Lepo je biti milijonar in leta 2000 zlato odličje za najboljši promocijski spot filma Na ognjeni črti.
POP TV je med TV postajami že peto leto prejela tudi Trusted Brand, kot najbolj zaupanja vredna in priljubljena blagovna znamka med potrošniki.

### Ostale nagrade
Aprila 2005 je POP TV v Atenah prejel zlato odličje v kategoriji »najboljši napovednik za informativni program« za promocijski spot oddaje Preverjeno in srebrno odličje v kategoriji »nikoli objavljen napovednik« za film Posebno poročilo.

## Program
Na sporedu POP TV so informativne oddaje 24UR popoldne, 24UR novice, 24UR in 24UR zvečer. Pred glavno izdajo 24UR je ob 18.55 na sporedu vremenska napoved 24UR vreme (od 17. marca 2009) ob nedeljah pa 24UR Vizita. Ob vikendih sta občasno na sporedu tudi rubriki 24UR Inšpektor ter 24UR Fokus.
Ob torkih je bila do leta 2023 na sporedu tudi tedenska informativna oddaja Preverjeno.
Gledalcem je na voljo tudi razvedrilna domača produkcija, npr. Vid in Pero šov, Gostilna išče šefa, Pozor, priden pes! in Okusi brez meja. Tuj program vključuje telenovele, filme in serije, med vikendi pa tudi program za najmlajše.
Nekdanja lastna produkcija:
| Naslov                           | Na sporedu  |
| -------------------------------- | ----------- |
| Gostilna išče šefa (2. sezona)   | 2013        |
| Čista desetka                    | 2012 - 2013 |
| Gostilna išče šefa (1. sezona)   | 2012        |
| X Factor                         | 2012        |
| Kmetija (4. sezona)              | 2011        |
| Trdoglavci                       | 2011        |
| Ringa raja                       | 2002 - 2010 |
| Minuta do zmage (1. sezona)      | 2011        |
| Slovenija ima Talent (2. sezona) | 2011        |
| Big Brother Slavnih              | 2010        |
| Slovenija ima Talent (1. sezona) | 2010        |
| As ti tud not padu?!             | 2007 - 2009 |
| Kmetija slavnih                  | 2009        |
| Lepo je biti sosed               | 2008 - 2011 |
| Kmetija (2. sezona)              | 2008        |
| Trenja                           | 2002 - 2009 |
| Kmetija (1. sezona)              | 2007        |
| Lepo je biti milijonar           | 2000 - 2005 |
| Oprostite, prosim!               | 2005        |
| Raketa pod kozolcem              | 2005 - 2006 |
| Športna scena                    | 1996 - 2008 |
| Vzemi ali pusti                  | 2005 - 2008 |
| TV dober dan                     | 1999 - 2002 |
| Naša mala klinika                | 2004 - 2007 |
| Balkan Inc.                      | 2006        |
| Pod eno streho                   | 2002 - 2004 |
| Trafika                          | 2003        |
| 1,2,3, kdo dobi                  | 1998        |
| Brez zapor                       | 1997        |
| POP kviz                         | 1996        |
| POP 30                           | 1995        |

## Spored

### Informativne oddaje
| Naslov                | Na sporedu                    |
| --------------------- | ----------------------------- |
| 24UR                  | 1995–danes                    |
| Preverjeno            | 2001 – 2023                   |
| 24UR popoldne         | 2007–danes                    |
| 24UR zvečer           | 2007–danes                    |
| 24UR ob enih          | 2010 – 2013                   |
| Epilog                | 2014 – 2015                   |
| Volitve 2018          | 2018                          |
| 24UR - posebne novice | 2020 v času izbruha Covida 19 |
| Ena na ena            | 2021 – 2022                   |
| Odločitev 2022        | 2022                          |
| 24UR novice           | 2023–danes                    |

### Resničnostne, tekmovalne in zabavne oddaje
Trenutne oddaje
| Naslov               | Na sporedu | Sezon | Voditelj                                     |
| -------------------- | ---------- | ----- | -------------------------------------------- |
| Kmetija              | 2007–danes | 10    | Natalija Bratkovič (5-10)                    |
| Slovenija ima talent | 2011–danes | 10    | Sašo Stare (7-9) Peter Poles (1-2, 4-5, 8-9) |
| Štartaj Slovenija    | 2016-danes | 8     | Maša Pavoković (4-6) Aleš Novak (7)          |
| Ljubezen po domače   | 2017–danes | 6     | Tanja Postružnik Koren                       |
| Delovna akcija       | 2018–danes | 7     | Ana Praznik                                  |

Pretekle oddaje
| Naslov                       | Na sporedu | Sezon | Voditelj                                         |
| ---------------------------- | ---------- | ----- | ------------------------------------------------ |
| Sanjski moški                | 2004–2022  | 3     | Robert Erjavec (1) Peter Poles (2) Nejc Šmit (3) |
| Vid in Pero šov              | 2013–2014  | 3     | Vid Valič Peter Poles                            |
| Znan obraz ima svoj glas     | 2014–2022  | 6     | Denis Avdić (1-5) Sašo Stare (6) Peter Poles (6) |
| Dan najlepših sanj           | 2015–2018  | 5     | Peter Poles                                      |
| Survivor Slovenija: Filipini | 2016       | 1     | Miran Stanovnik                                  |
| Hipnoza, dobra zabava        | 2017–2018  | 2     | Boštjan Romih Božidar Grilc                      |
| Zvezde plešejo               | 2017–2020  | 4     | Tara Zupančič Peter Poles                        |
| Super par                    | 2023       | 1     | Srđan Milovanović                                |

### Kuharske oddaje
Trenutne oddaje
| Naslov               | Na sporedu | Sezon | Voditelj |
| -------------------- | ---------- | ----- | --- |
| Masterchef Slovenija | 2015–danes | 10    | Luka Jezeršek (1-10) Karim Merdjadi (1-10) Alma Rekić (1-3) Bine Volčič (4-9) Mojmir Šiftar (10)                                                        |
| Mali šef Slovenije   | 2019–danes | 6     | Sašo Stare |
| Kuhinja na kolesih   | 2021–danes | 4     | Filip Flisar (1 - Goriška) Irena Yebuah Tiran (2 - Gorenjska) Leticia Yebuah (2 - Gorenjska) Tara Zupančič (3 - Prekmurje) Matevž Šalehar (4 - Koroška) |

Pretekle oddaje
| Naslov                | Na sporedu | Sezon | Voditelj                                             |
| --------------------- | ---------- | ----- | ---------------------------------------------------- |
| Ana kuha              | 2013–2014  | 3     | Ana Žontar Kristanc                                  |
| Gostilna išče šefa    | 2013–2015  | 4     | Bine Volčič (1-4) Lili Žagar (1-3) Boštjan Romih (4) |
| Skriti šef            | 2014       | 1     | Marko Pavčnik                                        |
| Gorazdova slaščičarna | 2014       | 1     | Gorazd Potočnik                                      |
| Polona ga žge         | 2015–2016  | 2     | Polona Požgan                                        |
| Zdravo, Tereza        | 2015–2018  | 3     | Tereza Poljanič                                      |
| Moja mama kuha bolje  | 2016       | 2     | Jan Bučar                                            |

### Izobraževalne oddaje
| Naslov             | Na sporedu | Sezon | Voditelj                              |
| ------------------ | ---------- | ----- | ------------------------------------- |
| Pozor, priden pes! | 2013–2014  | 3     | Jure Pribičevič David Pogačnik        |
| Vrtičkanje         | 2014–2017  | 5     | Metka Ternjak Gomboc Tina Ternjak     |
| Dom in vrt         | 2019–2021  | 2     | Tilen Pusar (1) Taiji Tokuhisa (2)    |
| Zadovoljna         | 2021       | 1     | Nika Ambrožič Urbas                   |
| Nasmeh zdravju     | 2021       | 1     | Anja Markovič                         |
| Zelena dežela      | 2022       | 1     | Tanja Postružnik Koren Matjaž Javšnik |

### Slovenske serije
| Naslov             | Na sporedu  | Režija                                       |
| ------------------ | ----------- | -------------------------------------------- |
| Skrito v raju      | 2024–       | Nikolaj Vodošek                              |
| Sekirca v med      | 2021 – 2022 | Jaka Šuligoj, Nikolaj Vodošek                |
| Najini mostovi     | 2020 – 2021 | Jaka Šuligoj, Nikolaj Vodošek, Maja Prettner |
| Reka ljubezni      | 2017 – 2019 | Jaka Šuligoj, Nikolaj Vodošek                |
| Takle mamo         | 2016        | Nikolaj Vodošek                              |
| Usodno vino        | 2015 – 2017 | Nejc Levstik, Jaka Šuligoj                   |
| Čista desetka      | 2012 – 2013 | Branko Đurić                                 |
| Trdoglavci         | 2011        | Marko Naberšnik, Rok Vilčnik                 |
| Lepo je biti sosed | 2008 – 2011 | Ven Jemeršič                                 |
| Naša mala klinika  | 2004 – 2007 | Branko Đurić, Vinci Vogue Anžlovar           |
| Trafika            | 2003        | Vojko Anzeljc                                |
| TV Dober dan       | 1999 – 2002 | Vojko Anzeljc                                |

### Tuje serije in telenovele
Trenutne serije
| Naslov           | Izvirni naslov      | Na sporedu | Država                  |
| ---------------- | ------------------- | ---------- | ----------------------- |
| Mladi papež      | The Young Pope      | 2024–danes | Italija · Francija      |
| Naj zasije sreča | Ya Cok Seversen     | 2024–danes | Turčija                 |
| Dobri zdravnik   | The Good Doctor     | 2024       | Združene države Amerike |
| Beck je nazaj    | Beck is back!       | 2024       | Nemčija                 |
| Mentalist        | The Mentalist       | 2023–danes | Združene države Amerike |
| Igra usode       | Kaderimin Oyunu     | 2023–danes | Turčija                 |
| Versailles       | Versailles          | 2023–2024  | Francija · Kanada       |
| Tihi zločin      | Sue Thomas: F.B.Eye | 2023–danes | Združene države Amerike |
| Botri            | Kumovi              | 2022–danes | Hrvaška                 |
| Gorski zdravnik  | Der Bergdoktor      | 2016 -     | Avstrija · Nemčija      |

Pretekle serije
| Naslov                     | Izvirni naslov                                | Na sporedu  | Država                  |
| -------------------------- | --------------------------------------------- | ----------- | ----------------------- |
| Moja boš                   | Kara sevda                                    | 2018        | Turčija                 |
| Kar bo, pa bo              | Kud puklo da puklo                            | 2015        | Hrvaška                 |
| Plamen v očeh              | Vatre ivanjske                                | 2015        | Hrvaška                 |
| Na kraju zločina: New York | CSI: NY (Crime Scene Investigation: New York) | 2015        | Združene države Amerike |
| Gasilci v Chicagu          | Chicago Fire                                  | 2015        | Združene države Amerike |
| Seznam strank              | Client List                                   | 2015        | Združene države Amerike |
| Beli ovratnik              | White Collar                                  | 2015        | Združene države Amerike |
| Anubisova hiša             | House of Anubis                               | 2015        | ,                       |
| Hotel 13                   | Hotel 13                                      | 2015        | Nemčija                 |
| Jaz sem Luna               | Soy Luna                                      | 2017        | Argentina               |
| Zbudil bi se s teboj       | Amo despertar contigo                         | 2017        | Mehika                  |
| Drugače srečna             | Silvana Sin lana                              | 2017        | Mehika                  |
| Sanjski moški Hrvaške      | Gospodin Savršeni                             | 2020        | Hrvaška                 |
| Sestrske vezi              | Tres veces Ana                                | 2016        | Mehika                  |
| Ostani z menoj             | A que no me dejas                             | 2016        | Mehika                  |
| Srčna kraljica             | Reina de Corazones                            | 2016        | Združene države Amerike |
| Zaljubljen do ušes         | De que te quiero, te quiero                   | 2015        | Mehika                  |
| Črni seznam                | The Blacklist                                 | 2015        | Združene države Amerike |
| Dekle s popolnim spominom  | Unforgettable                                 | 2015        | Združene države Amerike |
| Toskana, ljubezen moja     | Le tre rose di Eva                            | 2015        | Italija                 |
| Franklin in Bash           | Franklin & Bash                               | 2015        | Združene države Amerike |
| Dubrovniška zora           | Zora dubrovačka                               | 2015        | Hrvaška                 |
| Divja v srcu               | Corazon indomable                             | 2013        | Mehika                  |
| Vihar                      | La tempestad                                  | 2013        | Mehika                  |
| Rožnati diamant            | Rosa diamante                                 | 2013        | Mehika                  |
| Ljubljena moja             | Las bandidas                                  | 2013        | Venezuela               |
| Čista desetka              | Čista desetka                                 | 2012        | Slovenija               |
| Pod eno streho             | Pod eno streho                                | 2002        | Slovenija               |
| Larina izbira              | Larin izbor                                   | 2012        | Hrvaška                 |
| Igra Laži                  | The Lying Game                                | 2013        | Združene države Amerike |
| Nadarjeni mož              | Gifted Man                                    | 2012        | Združene države Amerike |
| Preobrazba doma            | Domestic Blitz                                | 2012        | Avstralija              |
| Mamice na preiskušnji      | Crash Test Mommy                              | 2012        | Kanada                  |
| Biser                      | Gumus                                         | 2012        | Turčija                 |
| Kot ukaže srce             | Amor bravio                                   | 2012        | Mehika                  |
| Vzgoja za začetnike        | Raising Hope                                  | 2012        | Združene države Amerike |
| Težki zločin               | Major Crimes                                  | 2012        | Združene države Amerike |
| Zdravnikova vest           | House                                         | 2004 - 2013 | Združene države Amerike |
| Chuck                      | Chuck                                         | 2012        | Združene države Amerike |
| Mentalist                  | Mentalist                                     | 2012        | Združene države Amerike |
| Srčna strast               | Corazon apasionado                            | 2012        | Venezuela               |
| Policijska družina         | Blue Bloods                                   | 2012        | Združene države Amerike |
| Modra naveza               | Common Law                                    | 2013        | Združene države Amerike |
| Naša mala klinika          | Naša mala klinika                             | 2004 - 2007 | Slovenija               |
| TV Dober dan               | TV Dober dan                                  | 1999 - 2002 | Slovenija               |